# Hoenselaaria
Hoenselaaria is een monotypisch geslacht van weekdieren uit de klasse van de Gastropoda (slakken). De wetenschappelijk naam van het geslacht werd in 2009 geldig gepubliceerd door Robert Moolenbeek als eerbetoon aan de Nederlandse malacoloog Henk Hoenselaar.

## Soort
- Hoenselaaria wareni Moolenbeek, 2009